# The Lucky Ones
Pour plus de détails, voir Fiche technique et Distribution.
The Lucky Ones est un film américain réalisé par Neil Burger, sorti en 2008.

## Synopsis
Fred, Colee et T.K., trois soldats américains, en permission et blessés au combat, rentrent chez eux en avion après avoir combattu en Irak. Malheureusement, une panne à l'aéroport les conduit à voyager ensemble en louant une voiture, obligés de se supporter mutuellement, puis de traverser les épreuves avec l'amitié qui les lie bientôt.

## Fiche technique
- Titre : The Lucky Ones
- Réalisation : Neil Burger
- Scénario : Neil Burger et Dirk Wittenborn
- Musique : Rolfe Kent
- Directeur de la photographie : Declan Quinn
- Montage : Naomi Geraghty
- Distribution des rôles : Deborah Aquila, Claire Simon et Mary Tricia Wood
- Création des décors : Leslie A. Pope et Jan Roelfs
- Décorateur de plateau : Tanja Deshida
- Création des costumes : Jenny Gering
- Producteurs : Neil Burger, Brian Koppelman, David Levien et Rick Schwartz
- Coproducteur : Glenn M. Stewart
- Producteurs exécutifs : Steffen Aumueller, Bill Block, Claus Clausen, Elliot Ferwerda, Marina Grasic, Paul Hanson, Jan Korbelin, Brian McCormack, Adam Merims et Tom Ortenberg
- Producteur délégué : John J. Kelly
- Sociétés de production : Koppelman & Levien Productions, Overnight Productions et QED International
- Société de distribution : LionsGate (États-Unis), Sony Pictures Home Entertainment (France)
- Format : Tourné en Couleur - 1.85:1 - 35mm - Son Dolby Digital et DTS
- Budget : 15 millions de dollars
- Box-office  États-Unis : 266 967 dollars[1]
- Box-office  Mondial : 287 567 dollars[1]
- Dates et lieux de tournage : du 7 mai au 24 juin 2007, dans l'Illinois, le Missouri, le Colorado et le Nevada
- Pays :  États-Unis
- Genre : Comédie dramatique
- Durée : 115 minutes
- Dates de sortie : 
  -  États-Unis : 10 mars 2008 (ShoWest) • 26 septembre 2008  (sortie limitée)
  -  Canada : 26 septembre 2008
  -  France : 19 août 2009 (première DVD) [2]

## Distribution
- Tim Robbins (V.F. : Emmanuel Jacomy) : Fred Cheaver
- Rachel McAdams (V.F. : Sybille Tureau) : Colee Dunn
- Michael Peña (V.F. : Constantin Pappas) : T.K. Poole
- Molly Hagan (V.F. : Brigitte Aubry) : Pat Cheaver
- Mark L. Young : Scott Cheaver'
- Spencer Garrett : Le pasteur Jerry Nolan
- John Heard : Bob
- John Diehl : Tom Klinger
- Annie Corley (V.F. : Céline Duhamel) : Jeanie Klinger

Photos des acteurs principaux
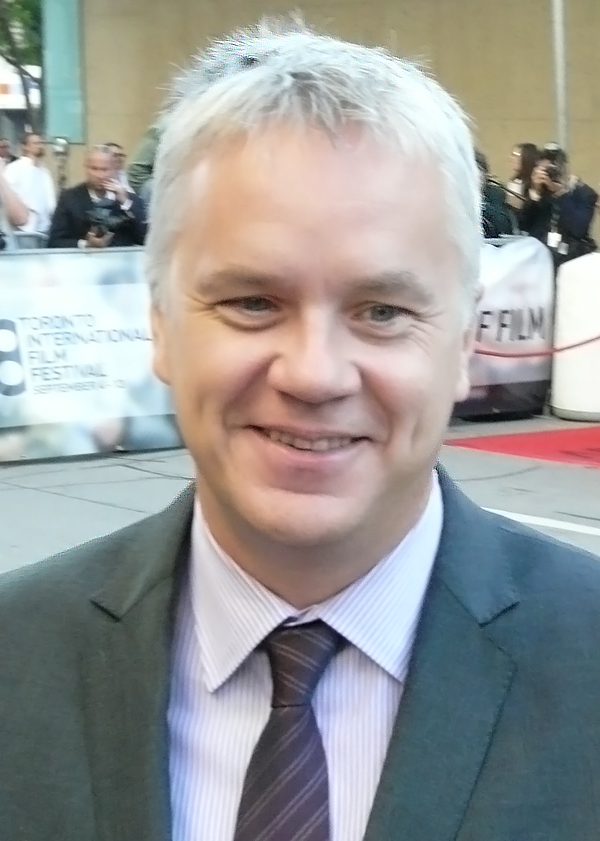
Tim Robbins dans le rôle de Fred Cheaver.
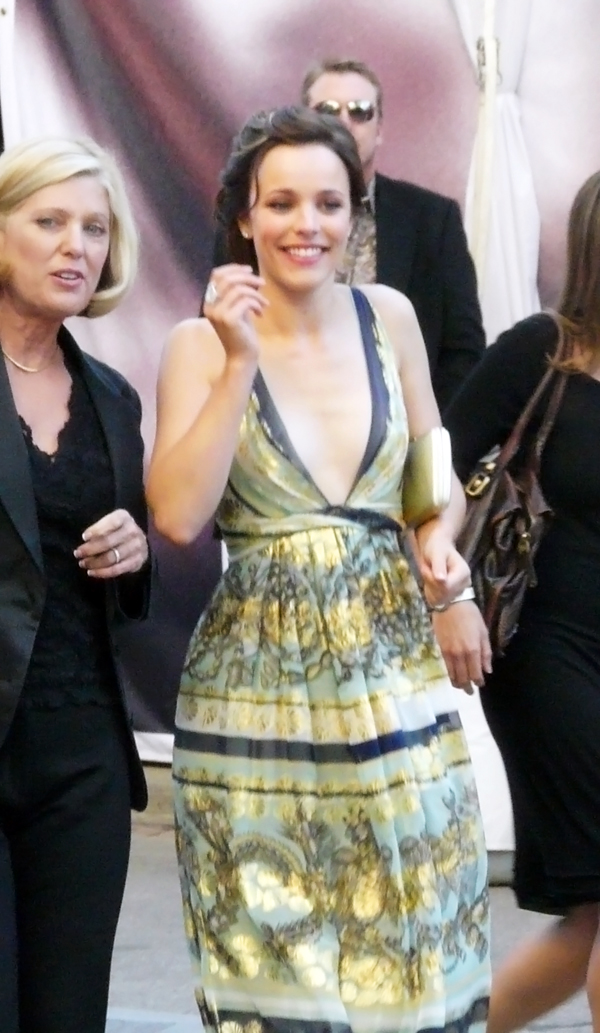
Rachel McAdams dans le rôle de Colee Dunn.
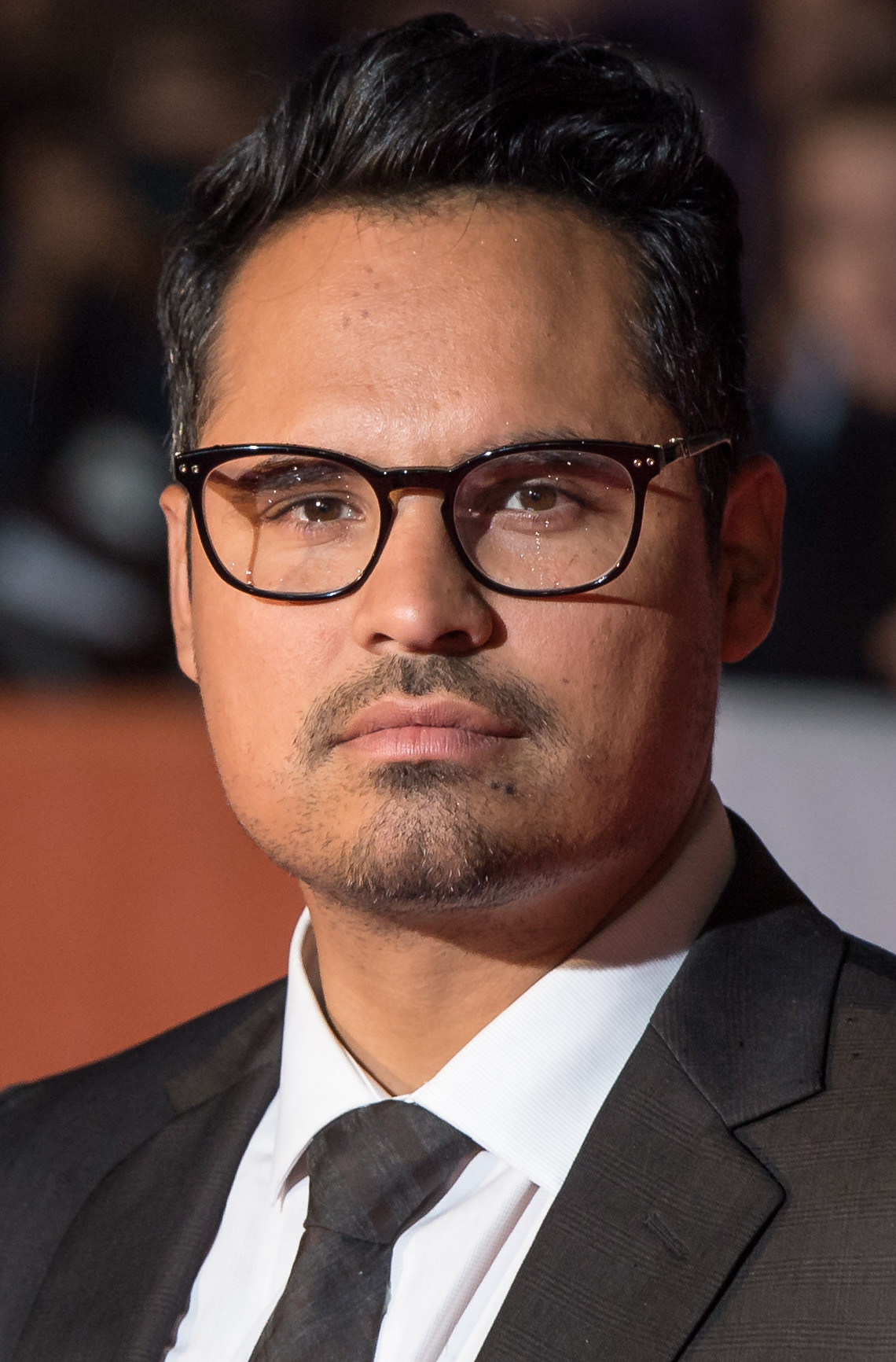
Michael Peña dans le rôle de T.K. Poole.